# Kim Ye-jin
Kim Ye-jin est une patineuse de vitesse sur piste courte de Corée du Sud.

## Carrière
En février 2017, elle remporte le 500 mètres de la Coupe du monde à Minsk.
En 2017, elle remporte le relais de la Coupe du monde de Budapest aux côtés de Shim Suk-Hee, Choi Min-jeong et Kim Alang. À Dordrecht, à la deuxième manche, elle arrive sixième au 500 mètres. Son équipe, la même que sur la première manche, obtient la deuxième place de la compétition. À la troisième manche de la saison, à Shanghai, elle arrive neuvième au 500 mètres. Au relais, elle prend l'or avec Shim Suk-Hee, Choi Min-jeong et Lee Yu Bin.